# Saint-Pourçain-sur-Besbre
Saint-Pourçain-sur-Besbre ist eine französische Gemeinde mit 368 Einwohnern (Stand: 1. Januar 2022) im Département Allier in der Region Auvergne-Rhône-Alpes. Sie gehört zum Arrondissement Vichy und ist Mitglied im Gemeindeverband Communauté de communes Entr’Allier Besbre et Loire. Die Bewohner werden Saint-Pourcinois und Saint-Pourcinoises genannt.
Die Gemeinde erhielt 2024 die Auszeichnung „Zwei Blumen“, die vom Conseil national des villes et villages fleuris (CNVVF) im Rahmen des jährlichen Wettbewerbs der blumengeschmückten Städte und Dörfer verliehen wird.

## Geografie
Saint-Pourçain-sur-Besbre gehört mit 32,99 Quadratkilometern zu den größeren Gemeinden in der Auvergne. Sie liegt auf ca. 250 m Meereshöhe im Tal der Besbre, etwa 25 Kilometer südöstlich von Moulins. Sie trägt den Namen des im 4. Jahrhundert in der Auvergne missionierenden Porcianus.

## Bevölkerungsentwicklung
| Jahr                       | 1962 | 1968 | 1975 | 1982 | 1990 | 1999 | 2009 | 2016 | 2019 |
| Einwohner                  | 519  | 467  | 477  | 448  | 423  | 426  | 415  | 437  | 379  |
| Quellen: Cassini und INSEE |      |      |      |      |      |      |      |      |      |

## Sehenswürdigkeiten
- Burg Thoury, aus dem 14./15. Jahrhundert, ursprünglich im 11. Jahrhundert errichtet, Monument historique[2]
- Schloss Beauvoir, mit Gartenanlage, Monument historique[3]
- Kirche Saint Pourçain sur Besbre (11. und 15. Jahrhundert; 1998 restauriert), einschiffig, Tonnengewölbe, Papst Johannes-Paul-II.-Glasfenster
- Le PAL, Parc d’Attractions et Parc Animalier en Rhône Alpes (Erlebnispark und Zoo auf 50 ha mit ca. 700 Tieren)

## Persönlichkeiten
- Goussaut de Thoury, im 14. Jahrhundert Herrscher auf Schloss Thoury